# Tomislav Šolić
Tomislav Šolić (Zagreb, 1976.) - publicist i fotograf 
Voditelj Društva za zaštitu voda i okoliša “Žabac”, u sklopu kojeg je sudjelovao u brojnim projektima zaštite krških rijeka Hrvatske. Pokrenuo je portal o hrvatskim rijekama http://www.crorivers.com. Objavljivao je članke u National Geographic Hrvatske, Hrvatskoj Vodoprivredi i drugim časopisima. Osobito je angažiran na suradnji s ostalim sudionicima oko zaštite rijeke Mrežnice (park prirode) i na razvoju ruralnog turizma unutar budućeg zaštićenog područja. Uz Gorana Šafareka vodi nacionalni projekt Rijeke Hrvatske.